# 交大第三次南迁
交通大学第三次南迁、交大第三次南迁，又称为第三次交大南迁，是指唐山铁道学院于1972年南迁至四川的迁学事件。它影响了西南交通大学的发展与布局，并成为西南交通大学校史的重要组成部分。

## 迁移

### 迁至峨眉
1964年9月，根据中共中央建设大三线的精神，铁道部决定唐山铁道学院整体从河北唐山迁至四川峨眉。1971年，唐山铁道学院正式迁入四川。1972年学校由唐山铁道学院更名为西南交通大学。

### 迁往成都
1989年，总校正式迁往成都市，原峨眉校址改为峨眉分校。2000年2月12日，西南交通大学正式由铁道部划归教育部。2002年在成都犀浦启动新校区建设，2004年9月18日犀浦校区正式启用，同时峨眉分校更名为峨眉校区。

### 迁徙入川以后在唐山的建设
2009年，西南交通大学唐山研究院正式成立，为西南交通大学二级教学科研单位，是西南交通大学研究生创新实践基地。2023年10月9日西南交通大学唐山园区正式开园使用。